# Seznam chráněných území v okrese Púchov
Toto je seznam chráněných území v okrese Púchov aktuální k roku 2015, ve kterém jsou uvedena chráněná území v oblasti okresu Púchov.
| Kód | Obrázek         | Typ | Název           | Rozloha (ha) | Galerie Commons                                  | Popis území | Souřadnice                            |
| --- | --------------- | --- | --------------- | ------------ | ------------------------------------------------ | --- | ------------------------------------- |
| 829 |                 | PR  | Čertov          | 84,6200      |                                                  | Přirozená lesní společenstva poskytující vhodný objekt ke studiu vývoje, růstu a struktury přirozených lesních geobiocenóz na flyši ve středních horských polohách Javorníků | 49°16′35″ s. š., 18°13′4″ v. d.       |
| 331 | Lednické bradlo | PR  | Lednické bradlo | 14,2800      | Kategorie „Lednické bradlo“ na Wikimedia Commons | | 49°6′37,72″ s. š., 18°12′41,16″ v. d. |
| 876 | Lednické skalky | PP  | Lednické skalky | 2,7135       | Kategorie „Lednické skalky“ na Wikimedia Commons | | 49°6′52″ s. š., 18°13′7″ v. d.        |